# 小川晴久
小川 晴久（おがわ はるひさ、1941年3月8日 - ）は、東洋思想学者、東京大学名誉教授、元二松學舍大学教授。NPO「北朝鮮帰国者の生命と人権を守る会」名誉代表。

## 経歴
出生から修学期
1941年（昭和16年、愛知県で生まれた。1959年に愛知県立時習館高等学校を卒業し、東京大学文学部に進学。東洋史学科で学び、1963年に卒業。同大学大学院人文科学研究科中国哲学専門課程で学び、1969年に博士課程を中退。
東洋思想史研究者として
その後は東京女子大学助教授に就いた。1978年より韓国延世大学校国学研究所客員研究員を兼任。1980年、東京大学教養学部助教授に転じ、1988年に同大学教授昇格。2001年に東京大学を定年退官し、同大学名誉教授となった。その後は二松學舍大学、同大学院文学研究科教授として教鞭を執った。

## 研究内容・業績
専門は東洋思想史で、三浦梅園を深く研究し、梅園学会を事実上主宰。また、朝鮮思想史についても関心を持ち、研究を開始した早い段階から研究している。

## 著作
著書
- 『アジアチッシェ・イデオロギーと現代：槇村浩との対話』凱風社(シバシン文庫) 1988
- 『三浦梅園の世界：空間論と自然哲学』花伝社 1989
- 『朝鮮実学と日本』花伝社 1994
- 『南の発見と自立』花伝社 1996
- 『朝鮮文化史の人びと』花伝社 1997
- 『実心実学の発見：いま甦る江戸期の思想』編著、論創社　2006

訳書
- 『韓国近代史』姜万吉著、高麗書林 1986
- 『北朝鮮隠された強制収容所：亡命者・脱北者24人の証言』デビッド・ホーク・北朝鮮人権アメリカ委員会著、依藤朝子共訳、草思社　2004
- 『北朝鮮の人権：世界人権宣言に照らして』ミネソタ弁護士会国際人権委員会・アジアウォッチ編集、小川晴久・川人博共訳、連合出版 2004